# Syngrapha u-aureum
Syngrapha u-aureum är en fjärilsart som beskrevs av Achille Guenée 1852. Syngrapha u-aureum ingår i släktet Syngrapha och familjen nattflyn, Noctuidae. Inga underarter finns listade i Catalogue of Life.